# Křemení
Křemení (Duits: Kremen of Kremen bei Kotischan) is een Tsjechische plaats in de gemeente Chotýšany, regio Midden-Bohemen, en maakt deel uit van het district Benešov. Het dorp ligt op ongeveer 1,5 kilometer afstand van Chotýšany en op ongeveer 11 kilometer afstand van de stad Benešov.
Křemení telt 47 inwoners (2021).

## Geschiedenis
De eerste schriftelijke vermelding van het dorp dateert van 1844.
In 1960 werd Křemení, samen met Chotýšany, ingedeeld bij het district Benešov.

## Verkeer en vervoer

### Autowegen
Er leidt een regionale weg (weg III/112) naar het dorp.

### Spoorlijnen
Er is geen station in Křemení. Het dichtstbijzijnde station is in Postupice, op zo'n twee kilometer afstand. Dat station wordt bediend door treinen van spoorlijn 222 Benešov - Trhový Štěpánov.

### Buslijnen
Er is één bushalte bij het dorp:
| Halte              | Lijn | Traject          | Vervoerder   |
| ------------------ | ---- | ---------------- | ------------ |
| Chotýšany, Křemení | 406  | Benešov - Vlašim | CŠAD Benešov |

## Galerij

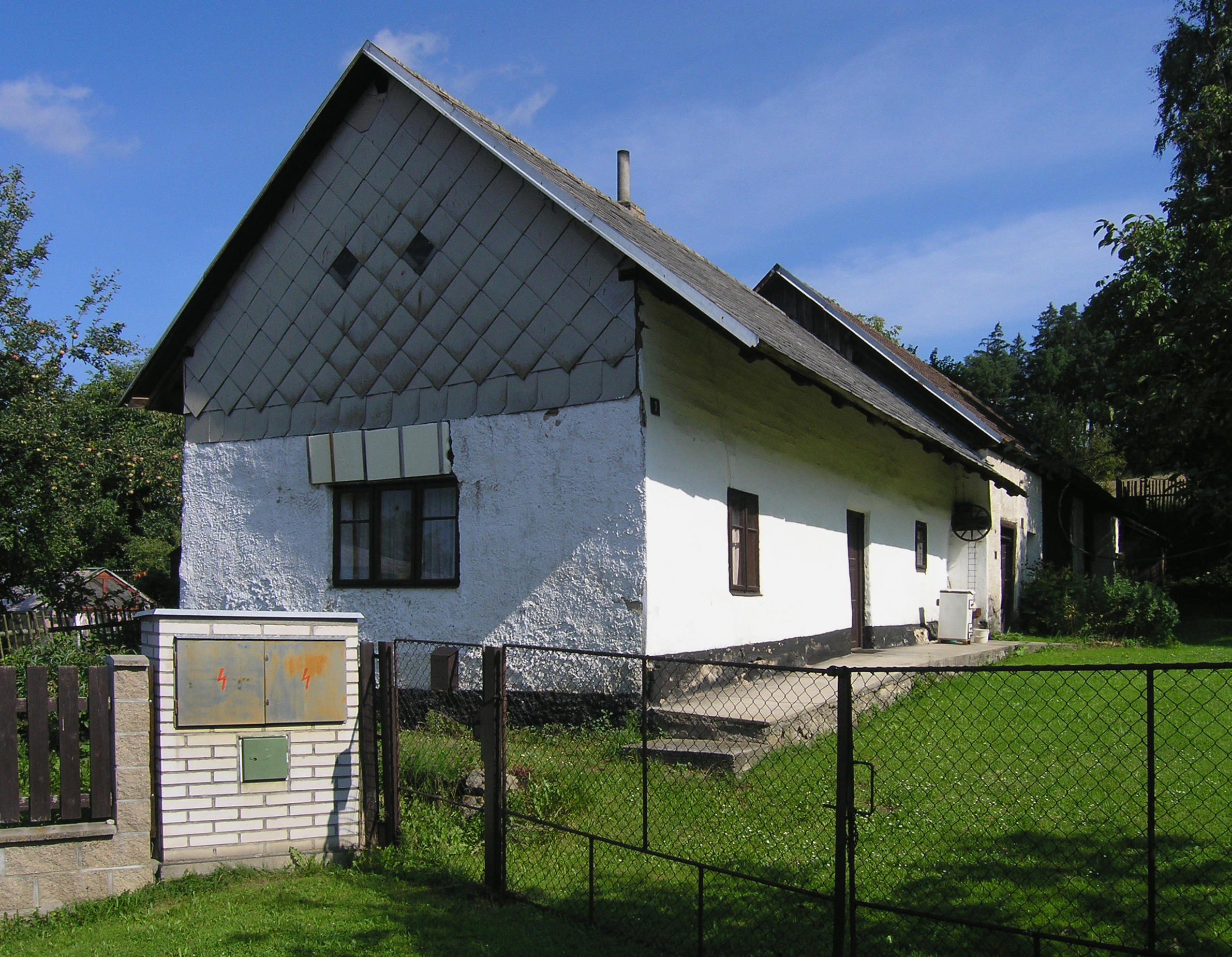
Huis in het dorp (2011)
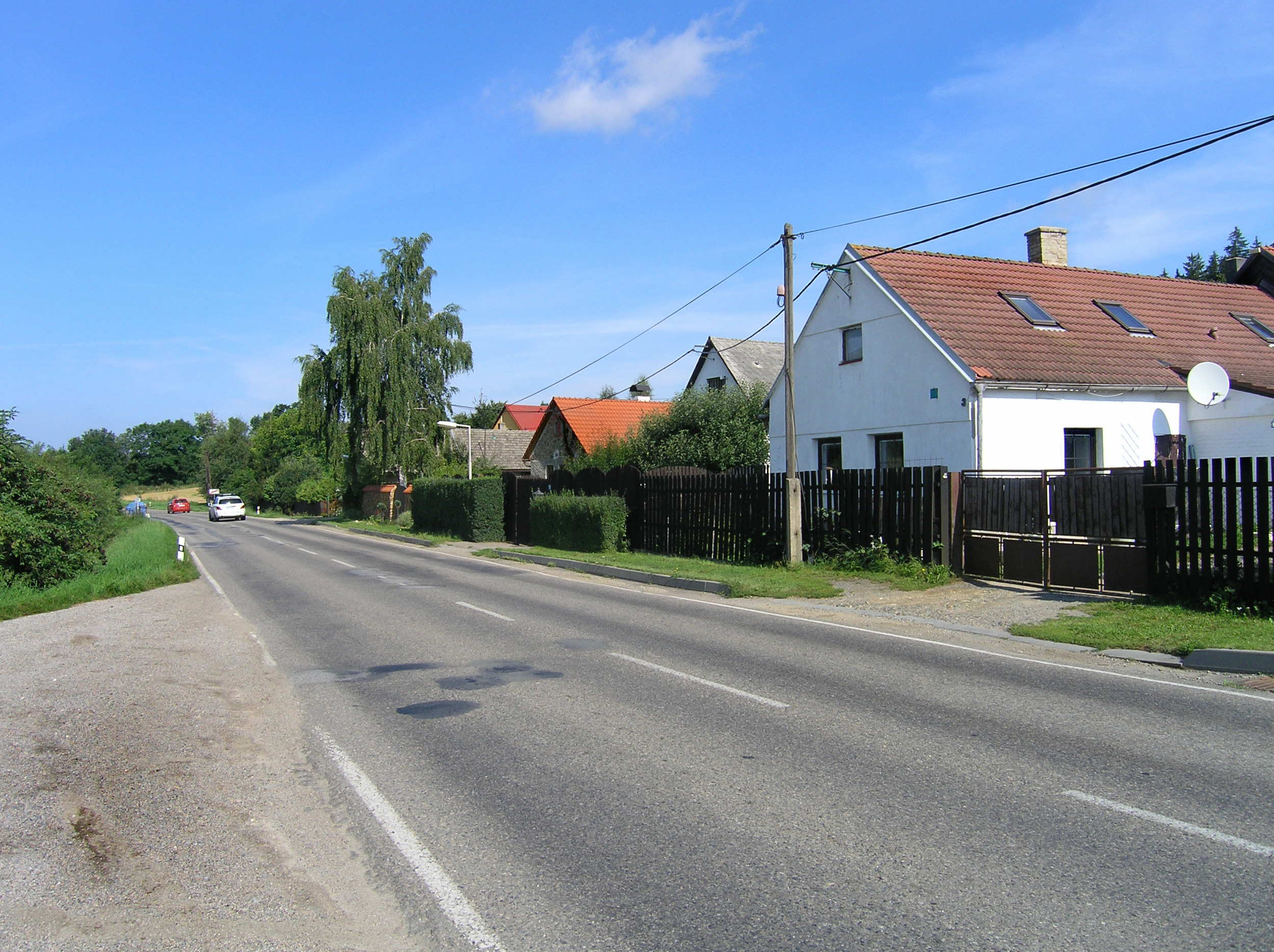
Hoofdstraat (2011)
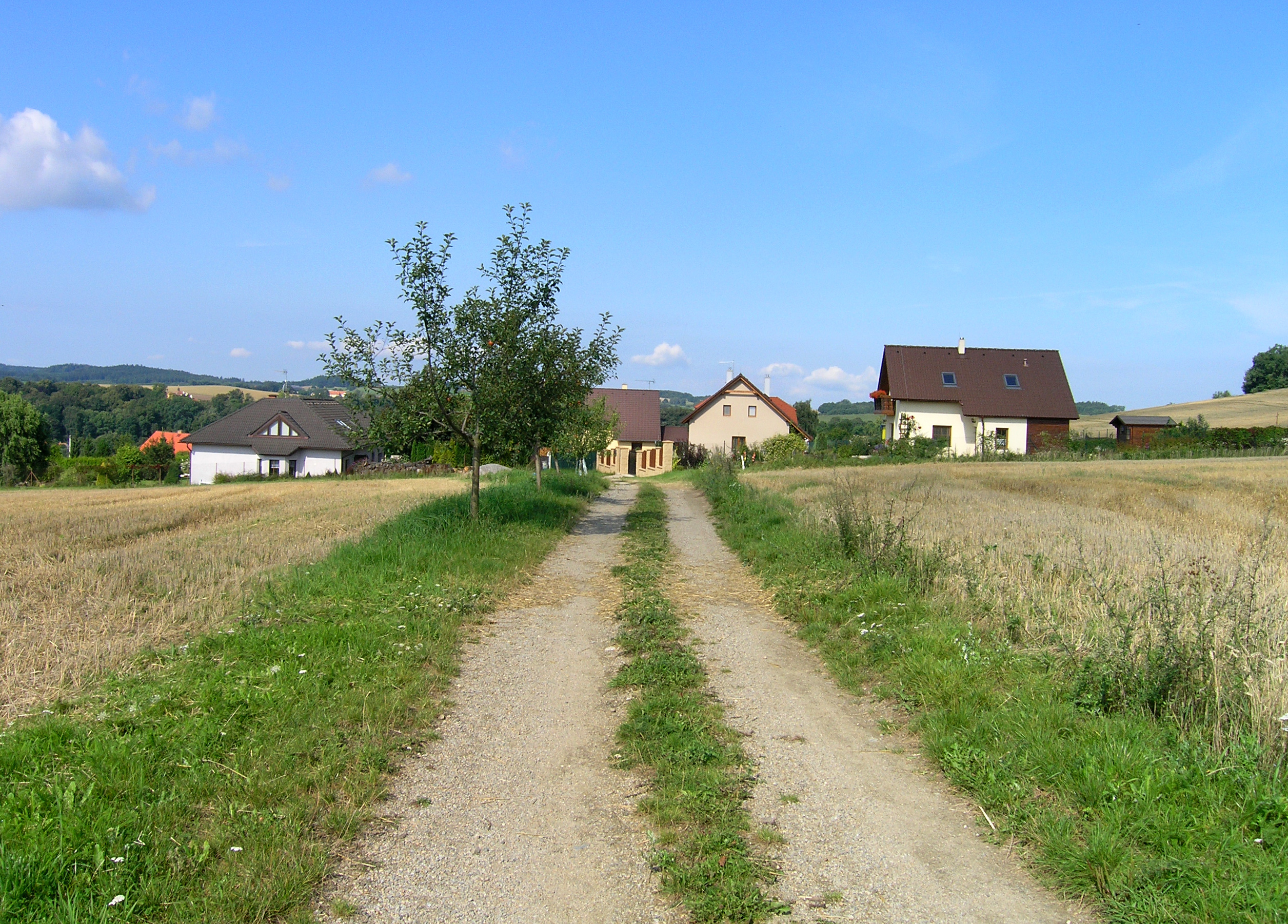
Huizen/boerderijen aan de oostkant (2011)